# Walther Scholtz

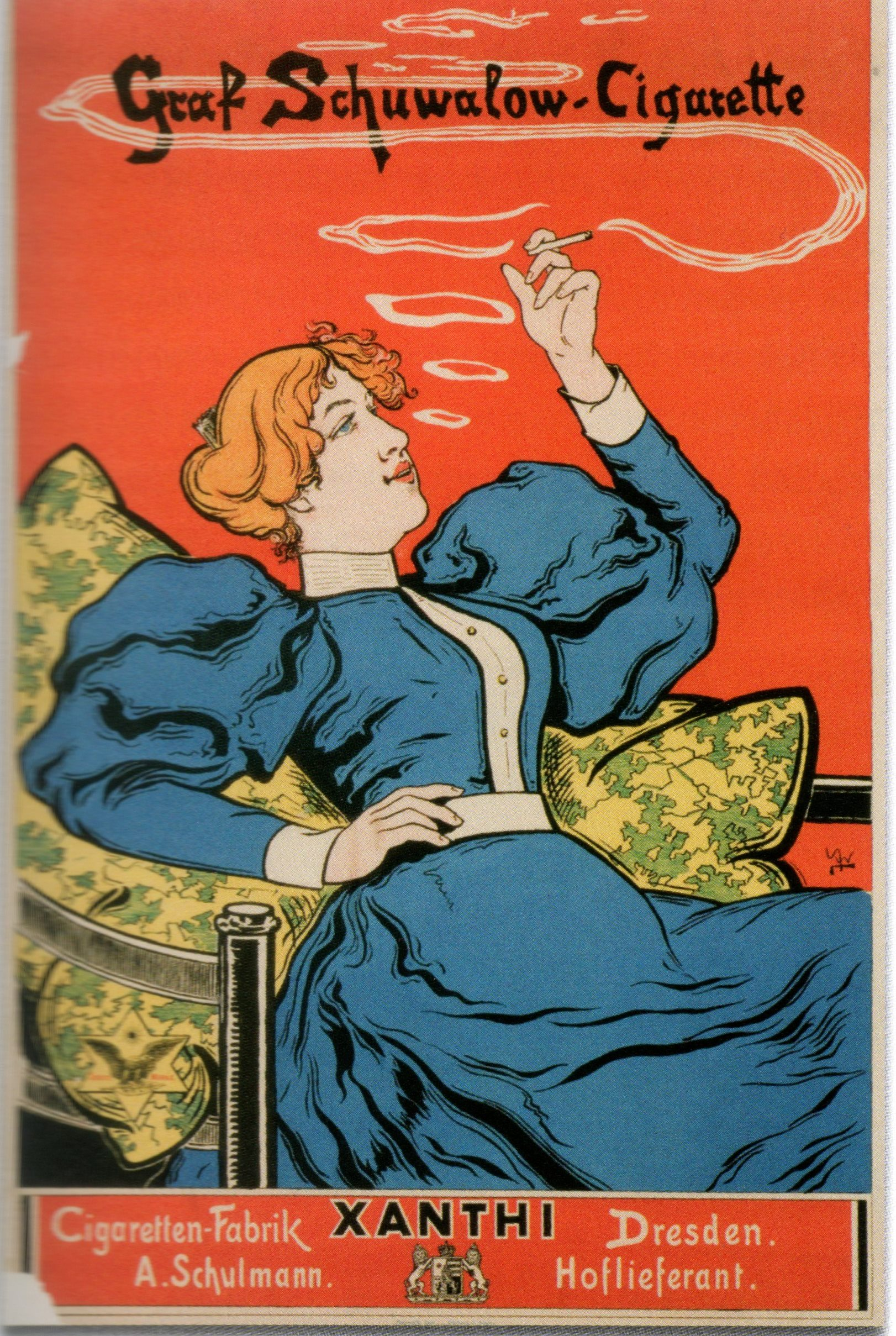
Werbeplakat für Graf-Schuwalow-Zigaretten

Walther Scholtz (* 20. Februar 1861 in Dresden; † 2. August 1910 in Meersburg) war ein deutscher Genre-, Porträt- und Landschaftsmaler.

## Leben und Werke
Scholtz war ein Sohn des Malers Julius Scholtz. Er begann seine Ausbildung bei Ferdinand Pauwels und studierte später in München weiter.
Scholtz' Bild Sonntagmorgen im Dachstübchen, das aus der Münchner Zeit stammte, wurde 1891 auf der Internationalen Kunstausstellung des Vereins der Berliner Künstler gezeigt, und im Jahr 1900 war er auf der 32. Großen Gemäldeausstellung des Kunstvereins in Bremen  vertreten.
Nicht immer stießen seine Werke auf Begeisterung. In der Zeitschrift für bildende Kunst und in der Kunstchronik hieß es im Jahr 1900, bezogen auf die Gemälde in einer Ausstellung in Berlin: „Aber das Unerfreulichste, was hier zu sehen ist, das ist eine Ausstellung von F. Walther Scholtz-Dresden.“
Paul Warncke führte weiter aus, die Masse der Bilder, die der wohl noch sehr junge Maler zeige, vermittle einen Eindruck der Öde, und ließ sich in aller Schärfe über einzelne Werke aus. Bei dem Bild mit dem Titel Rätsel sei es nur ein Rätsel, wie so etwas überhaupt ausgestellt werden könne, bei einem weiblichen Akt sei nur „gänzliche Ohnmacht in bezug auf Bewältigung des Vorwurfes“ zu erkennen, und Verlassen sei viel zu schwarz geraten. Andere Bilder ließen wenigstens ein gutes, wenn auch unreifes Talent erkennen, doch eine „in schreiendes Grün und Rot gekleidete weibliche Gestalt mit Riesenfüssen im Walde“ sei ein Beweis für einen „Mangel an zeichnerischer Fertigkeit, an Farbengefühl und eine Sucht, durch äußerliche Mittel zu wirken“, die Warncke als abstoßend empfand. Er empfahl, der Maler möge nicht wieder so aufdringlich hervortreten, bis er mehr gelernt habe.
Ins Stadtmuseum Dresden gelangten zwei seiner Bilder, die Frauen bei der Pflege verwundeter Soldaten während der Schlacht um Dresden sowie einen Blick von der Brühlschen Terrasse zeigten.
Er entwarf auch ein Plakat für die Dresdner Zigarettenfabrik Xanthi, das um 1905 als Chromolithographie vervielfältigt wurde. Ein Exemplar davon befindet sich unter der Inventarnummer SP 1981/6073 ebenfalls im Dresdner Stadtmuseum. Die Fabrik Xanthi gehörte Aron Ewzor Schulmann und produzierte unter anderem die Zigaretten der Marke „Graf Schuwalow“, für die das Plakat nach Scholtz' Entwurf warb. Es zeigt eine elegante junge Dame, die in einem Sessel lehnt und Rauchringe bläst. Die Marke wurde, als Russland Kriegsgegner des Deutschen Kaiserreichs im Ersten Weltkrieg wurde, in „Unsre Kraft“ umbenannt. Schulmanns Fabrik existierte bis in die 1920er Jahre.
1904 malte Scholtz das Brunntor in Kallmünz. Er starb nach kurzer schwerer Krankheit in Meersburg am Bodensee.